# Five (Band)
5ive (später bekannt als Five) sind eine britische Boygroup. Sie erreichten große Erfolge, vor allem in Großbritannien, West-Europa, Russland, Japan, Brasilien, Israel und Australien. Die Band löste sich am 27. September 2001 auf, nachdem sie bis zu diesem Zeitpunkt etwa 20 Millionen CDs verkauft hatte. Insgesamt hatte die Band 11 Top-10-Singles in Großbritannien und vier Top-10-Alben. Die Band bestand aus den fünf Musikern Scott Robinson, Richard Neville, Jason 'J' Brown, Richard 'Abz' Breen und Sean Conlon. 2006 gaben Five bekannt, dass sie wieder ins Studio gehen, allerdings ohne Sean Conlon. Sieben Monate später (im Mai 2007) zogen sie ihr Comeback mit einem Statement auf ihrer Homepage zurück und gaben die endgültige Trennung bekannt. Anfang 2013 kam es durch die vom britischen Fernsehsender ITV2 ausgestrahlten Dokumentation The Big Reunion zur Reunion.

## Geschichte
Five wurden 1997 durch ein Casting, das das Team um die Spice Girls veranstaltete, zusammengestellt. Nach einem halben Jahr Studioaufnahmen wurde im Dezember 1997 die erste Single Slam Dunk Da Funk veröffentlicht. Weitere Singles, die alle die Top 5 der Singlecharts enterten, folgten. Im Juni 1998 erschien dann das Debütalbum Five, das in Großbritannien sofort auf Platz 1 der Albumcharts einstieg. 1999 folgte das zweite Album, das den Titel Invincible trug. Die veröffentlichte 2. Single Keep On Movin’ wurde der erste Nummer-eins-Hit der Band. Im Jahr 2000 erreichten Five mit dem Queen-Cover We Will Rock You erneut Platz 1 der Charts.
Nach über einem Jahr Pause veröffentlichten Five 2001 ihr drittes Album Kingsize. Die erste Single Let's Dance wurde der 3. und letzte Nummer-eins-Hit von Five. Am 27. September 2001 trennten sich Five. Als Begründung gaben sie Überarbeitung und zu viel Stress an. Als letzte Single wurde Closer To Me veröffentlicht, Ende 2001 folgte das Greatest Hits-Album. Genau fünf Jahre später, am 27. September 2006, gaben Five auf einer Pressekonferenz ihr Comeback bekannt. Allerdings nur noch zu viert, Sean Conlon hatte die Band endgültig verlassen. Am 20. Mai 2007 lösten sich Five endgültig auf, ohne auch nur einen neuen Song veröffentlicht zu haben. Allerdings kann man zwei ihrer neuen Songs probeweise anhören. Auf ihrer Homepage gaben sie als Begründung "Probleme mit einem neuen Plattenvertrag" an, sodass sie keine andere Option als die endgültige Trennung sahen. 2013 kam die Band für eine ITV-Dokumentation (The Big Comeback) wieder zusammen und traten im Anschluss an die Dokumentation live auf. Die Band (einschließlich Sean Colon) muss allerdings auf Jason ‘J’ Brown verzichten, der in letzter Minute absagte und es damit begründete, dass er nicht mehr Teil der Musikindustrie sein möchte. Am 28. August 2014 gab Abz Breen auf Twitter bekannt, kein Mitglied der Band zu sein.
Am 20. Februar 2025 wurde auf dem Instagram-Account der Band ein Comeback für den 27. Februar mit allen fünf Mitgliedern angekündigt. Am 27. Februar wurde dann schließlich eine Reunion-Tour in Großbritannien für 2025 bekanntgegeben.

## Diskografie

### Studioalben
| Jahr | Titel      | Höchstplatzierung, Gesamtwochen, AuszeichnungChartplatzierungen (Jahr, Titel, Platzierungen, Wochen, Auszeichnungen, Anmerkungen) | Höchstplatzierung, Gesamtwochen, AuszeichnungChartplatzierungen (Jahr, Titel, Platzierungen, Wochen, Auszeichnungen, Anmerkungen) | Höchstplatzierung, Gesamtwochen, AuszeichnungChartplatzierungen (Jahr, Titel, Platzierungen, Wochen, Auszeichnungen, Anmerkungen) | Höchstplatzierung, Gesamtwochen, AuszeichnungChartplatzierungen (Jahr, Titel, Platzierungen, Wochen, Auszeichnungen, Anmerkungen) | Anmerkungen                            |
| Jahr | Titel      | DE | CH | UK | US | Anmerkungen                            |
| ---- | ---------- | --- | --- | --- | --- | -------------------------------------- |
| 1998 | Five       | — | — | UK1 ×2Doppelplatin · (41 Wo.)UK                                                                                                   | US27 Platin · (54 Wo.)US | Erstveröffentlichung: 22. Juni 1998    |
| 1999 | Invincible | DE27 (10 Wo.)DE | CH33 (13 Wo.)CH | UK4 ×2Doppelplatin · (49 Wo.)UK                                                                                                   | US108 (3 Wo.)US | Erstveröffentlichung: 8. November 1999 |
| 2001 | Kingsize   | DE59 (1 Wo.)DE | CH62 (2 Wo.)CH | UK3 Gold · (12 Wo.)UK | — | Erstveröffentlichung: 27. August 2001  |

### Kompilationen
| Jahr | Titel         | Höchstplatzierung, Gesamtwochen, AuszeichnungChartsChartplatzierungen (Jahr, Titel, Platzierungen, Wochen, Auszeichnungen, Anmerkungen) | Anmerkungen                             |
| Jahr | Titel         | UK | Anmerkungen                             |
| ---- | ------------- | --- | --------------------------------------- |
| 2001 | Greatest Hits | UK9 Platin · (12 Wo.)UK | Erstveröffentlichung: 19. November 2001 |

### Singles
| Jahr | Titel Album                       | Höchstplatzierung, Gesamtwochen, AuszeichnungChartplatzierungen (Jahr, Titel, Album, Platzierungen, Wochen, Auszeichnungen, Anmerkungen) | Höchstplatzierung, Gesamtwochen, AuszeichnungChartplatzierungen (Jahr, Titel, Album, Platzierungen, Wochen, Auszeichnungen, Anmerkungen) | Höchstplatzierung, Gesamtwochen, AuszeichnungChartplatzierungen (Jahr, Titel, Album, Platzierungen, Wochen, Auszeichnungen, Anmerkungen) | Höchstplatzierung, Gesamtwochen, AuszeichnungChartplatzierungen (Jahr, Titel, Album, Platzierungen, Wochen, Auszeichnungen, Anmerkungen) | Höchstplatzierung, Gesamtwochen, AuszeichnungChartplatzierungen (Jahr, Titel, Album, Platzierungen, Wochen, Auszeichnungen, Anmerkungen) | Anmerkungen                                   |
| Jahr | Titel Album                       | DE | AT | CH | UK | US | Anmerkungen                                   |
| ---- | --------------------------------- | --- | --- | --- | --- | --- | --------------------------------------------- |
| 1997 | Slam Dunk (Da Funk) Five          | DE77 (8 Wo.)DE | — | — | UK10 Silber · (13 Wo.)UK | US86 (2 Wo.)US | Erstveröffentlichung: 1. Dezember 1997        |
| 1998 | When the Lights Go Out Five       | — | — | — | UK4 Silber · (10 Wo.)UK | US10 Gold · (26 Wo.)US | Erstveröffentlichung: 2. März 1998            |
| 1998 | Got the Feelin’ Five              | DE86 (5 Wo.)DE | — | — | UK3 Gold · (13 Wo.)UK | — | Erstveröffentlichung: 3. Juni 1998            |
| 1998 | Everybody Get Up Five             | DE25 (21 Wo.)DE | AT40 (1 Wo.)AT | CH24 (8 Wo.)CH | UK2 Gold · (19 Wo.)UK | — | Erstveröffentlichung: 21. August 1998         |
| 1998 | It’s the Things You Do Five       | — | — | — | — | US53 (10 Wo.)US | Erstveröffentlichung: 27. Oktober 1998        |
| 1998 | Until the Time Is Through Five    | — | — | — | UK2 Silber · (16 Wo.)UK | — | Erstveröffentlichung: 16. November 1998       |
| 1999 | If Ya Gettin’ Down Invincible     | DE17 (13 Wo.)DE | — | CH12 (16 Wo.)CH | UK2 Gold · (15 Wo.)UK | — | Erstveröffentlichung: 19. Juli 1999           |
| 1999 | Keep On Movin’ Invincible         | DE21 (15 Wo.)DE | — | CH36 (18 Wo.)CH | UK1 ×2Doppelplatin · (20 Wo.)UK | — | Erstveröffentlichung: 2. November 1999        |
| 2000 | Don’t Wanna Let You Go Invincible | DE81 (9 Wo.)DE | — | CH69 (7 Wo.)CH | UK9 (21 Wo.)UK | — | Erstveröffentlichung: 6. März 2000            |
| 2000 | We Will Rock You Invincible       | DE8 (15 Wo.)DE | AT2 (18 Wo.)AT | CH18 (19 Wo.)CH | UK1 Silber · (15 Wo.)UK | — | Erstveröffentlichung: 17. Juli 2000 mit Queen |
| 2001 | Let’s Dance Kingsize              | DE54 (5 Wo.)DE | AT64 (3 Wo.)AT | CH77 (6 Wo.)CH | UK1 Silber · (16 Wo.)UK | — | Erstveröffentlichung: 13. August 2001         |
| 2001 | Closer to Me Kingsize             | — | — | — | UK4 (16 Wo.)UK | — | Erstveröffentlichung: 24. November 2001       |

### Videoalben
- 1998: Five Inside (UK: Platin; US: Gold)
- 2000: Five Live (UK: Gold)

## Auszeichnungen für Musikverkäufe
| Goldene Schallplatte - Argentinien - 1999: für das Album Invincible - Australien - 1999: für die Single Got the Feelin’ - 2001: für das Album Kingsize - 2001: für die Single Let’s Dance - Belgien - 1998: für die Single Slam Dunk (Da Funk) - 1998: für die Single When the Lights Go Out - 1998: für die Single Got the Feelin’ - 1999: für die Single If Ya Gettin’ Down - Brasilien - 2000: für das Album Invincible - Kanada - 1999: für das Album Five - 2000: für das Album Invincible - Mexiko - 2000: für das Album Invincible - Neuseeland - 1998: für die Single Everybody Get Up - 1999: für die Single If Ya Gettin’ Down - Niederlande - 1998: für das Album Five - 2000: für das Album Invincible - Schweden - 1998: für die Single Everybody Get Up - 1999: für das Album Invincible - 1999: für die Single Until the Time Is Through - 1999: für die Single If Ya Gettin’ Down - 1999: für die Single Keep On Movin’ - Spanien - 1999: für das Album Five - Ungarn - 2000: für das Album Invincible | Platin-Schallplatte - Australien - 1998: für die Single When the Lights Go Out - 1999: für die Single Everybody Get Up - 1999: für die Single If Ya Gettin’ Down - 2000: für die Single Keep On Movin’ - 2000: für die Single We Will Rock You - Belgien - 1998: für das Album Five - 2000: für das Album Invincible - Europa - 1999: für das Album Five - 1999: für das Album Invincible - Irland - 1998: für das Album Five - Neuseeland - 1998: für die Single Got the Feelin’ - 1999: für das Album Five - 1999: für das Album Invincible - 2022: für die Single Keep On Movin’ - Schweden - 1999: für das Album Five - Vereinigte Staaten - 2023: für die Single Me and My Brother 2× Platin-Schallplatte - Australien - 2000: für das Album Invincible 3× Platin-Schallplatte - Australien - 1999: für das Album Five 5× Platin-Schallplatte - Irland - 2000: für das Album Invincible |

Anmerkung: Auszeichnungen in Ländern aus den Charttabellen bzw. Chartboxen sind in ebendiesen zu finden.
| Land/RegionAuszeichnungen für Musikverkäufe (Land/Region, Auszeichnungen, Verkäufe, Quellen) | Silber     | Gold       | Platin       | Verkäufe    | Quellen                       |
| -------------------------------------------------------------------------------------------- | ---------- | ---------- | ------------ | ----------- | ----------------------------- |
| Argentinien (CAPIF)                                                                          | —          | Gold1      | —            | 30.000      | capif.org.ar                  |
| Australien (ARIA)                                                                            | —          | 3× Gold3   | 10× Platin10 | 805.000     | aria.com.au                   |
| Belgien (BRMA)                                                                               | —          | 4× Gold4   | 2× Platin2   | 200.000     | ultratop.be                   |
| Brasilien (PMB)                                                                              | —          | Gold1      | —            | 100.000     | Einzelnachweise               |
| Europa (IFPI)                                                                                | —          | —          | 2× Platin2   | (2.000.000) | ifpi.org                      |
| Irland (IRMA)                                                                                | —          | —          | 6× Platin6   | 90.000      | Einzelnachweise               |
| Kanada (MC)                                                                                  | —          | 2× Gold2   | —            | 100.000     | musiccanada.com               |
| Mexiko (AMPROFON)                                                                            | —          | Gold1      | —            | 75.000      | amprofon.com.mx               |
| Neuseeland (RMNZ)                                                                            | —          | 2× Gold2   | 4× Platin4   | 80.000      | aotearoamusiccharts.co.nz NZ2 |
| Niederlande (NVPI)                                                                           | —          | 2× Gold2   | —            | 90.000      | nvpi.nl                       |
| Schweden (IFPI)                                                                              | —          | 5× Gold5   | Platin1      | 180.000     | sverigetopplistan.se          |
| Spanien (Promusicae)                                                                         | —          | Gold1      | —            | 50.000      | elportaldemusica.es           |
| Ungarn (MAHASZ)                                                                              | —          | Gold1      | —            | 25.000      | slagerlistak.hu               |
| Vereinigte Staaten (RIAA)                                                                    | —          | 2× Gold2   | 2× Platin2   | 2.550.000   | riaa.com US2                  |
| Vereinigtes Königreich (BPI)                                                                 | 5× Silber5 | 5× Gold5   | 8× Platin8   | 4.775.000   | bpi.co.uk                     |
| Insgesamt                                                                                    | 5× Silber5 | 30× Gold30 | 35× Platin35 |             |                               |

## Tourneen
- Invincible Tour (Februar – Mai 2000)
- UK Tour (Dezember 2000)

## Auszeichnungen
BRIT Awards
- Best Pop Act – 2000

MTV Europe Music Awards
- The MTV Select Award – 1998

Silver Clef Awards
- Best Newcomer – 2000

Smash Hits Poll Winners Party
- Best New Act – 1997
- Best Haircut (Scott) – 1997, 1998, 1999
- Best British Band – 1998, 1999, 2000
- Best Album – 1998
- Best Cover – 1998

TMF Awards (Holland)
- Best Single – 2000
- Best Album – 2000
- Best International Group – 2000

TV Hits Awards
- Best New Band – 1999
- Best Single (We Will Rock You; mit Queen) – 2000